# CH Madrid
CH Madrid – hiszpański klub hokeja na lodzie z siedzibą w Madrycie.

## Historia
Klub występował w rozgrywkach Superligi od jej początku w sezonie 1972/1973 do edycji 1974/1975, a po niespełna 30 latach ponownie od sezonu 2002/2003 do edycji 2005/2006.

## Sukcesy
- Srebrny medal mistrzostw Hiszpanii: 1973
- Brązowy medal mistrzostw Hiszpanii: 1974, 2003